# レイザーライト
レイザーライト (Razorlight) は、イギリス、ロンドン出身のロックバンドである。

## 来歴
2003年に、前年から盛り上がっていたバンドブームの波に乗ってデビュー。当初はその外見や音楽性からザ・リバティーンズのフォロワー的な扱いだったが、場所や時間を問わずに、ひたすらライヴをやり続けてファンを増やし、4thシングル『Golden Touch』でブレイク。翌年にリリースしたファーストアルバム『アップ・オール・ナイト』はUKチャート初登場3位という好成績を収め、2006年発表のセカンドアルバム『レイザーライト』と2ndシングル『America』は1位を記録した。さらに2007年のレディング・フェスティバルでは、レッド・ホット・チリ・ペッパーズ、スマッシング・パンプキンズと並んでヘッドライナーを務めた。
現在まで着実にキャリア・アップしており、2003年と2004年に連続でサマーソニックに出演したりと日本での人気獲得にも成功している。またダニエル・ラドクリフが彼らのファンであると公言したり、ボーカルのジョニーはエマ・ワトソンやキルスティン・ダンストとの交際が報じられるなど、音楽以外の面でも国内外のマスコミを賑わせている。

## メンバー

### 現メンバー
- ジョニー・ボーレル （Johnny Borrell 1980年4月4日） - ボーカル、ギター

元メンバー
- デヴィッド・“スカリー”・サリヴァン＝キャプラン （David 'Skully' Sullivan Kaplan 1979年7月9日） - ドラムス
- フレディ・スティッツ （Freddie Stitz） - ベース
- ガス・ロバートソン （Gus Robertson） - ギター

- クリスチャン・スミス （Christian Smith Pancorvo 1980年12月5日） - ドラムス
- アンディ・バロウズ （Andy Burrows 1979年6月30日） - ドラムス
- ビヨルン・アグレン （Björn Ågren 1979年8月29日） - ギター
- カール・ダレイモ （Carl Dalemo 1980年12月9日） - ベース

ちなみにカールとビヨルンはスウェーデン出身である。

## アルバム
- アップ・オール・ナイト - Up All Night（2004年）

```
1.Leave Me Alone
2.Rock'n Roll Lies
3.Vice
4.Up All Night
5.Which Ways Out
6.RIp It Up
7.Dalston
8.Golden Touch
9.Stumble And Fall
10.Get It And Go
11.In The City
12.Hang By,Hang By
13.To The Sea
14.Fall Fall Fall
```

- レイザーライト - Razorlight（2006年）

```
1.In The Morning
2.Who Needs Love
3.Hold On
4.America
5.Before I Fall To Pieces
6.I Can't Stop This Feeling I've Got
7.Pop Song 2006
8.Kirby's House
9.Back To The Start
10.Los Angeles Waltz
```

- スリップウェイ・ファイヤーズ - Slipway Fires（2008年）

```
1.Wire To Wire
2.Hostage Of Love
3.You And The Rest
4.Tabloid Lover
5.North London Trash
6.60 Thompson
7.Stinger
8.Burberry Blue Eyes
9.Blood For Wild Blood
10.Monster Boots
11.The House
12.Killing Casanova
13.Moscow Hotel
14.The Other Girl
15.Where The Frequencies Run Deep And Wild
```